# Gyrinus obtusus
Gyrinus obtusus is een keversoort uit de familie van schrijvertjes (Gyrinidae). De wetenschappelijke naam van de soort is voor het eerst geldig gepubliceerd in 1830 door Say.